# 14. grönländischer Landesratswahlkreis
Der 14. grönländische Landesratswahlkreis war von 1961 bis 1979 ein Landesratswahlkreis in Grönland. Der Wahlkreis umfasste die Gemeinde Qaanaaq.

## Vertreter
Folgende Personen vertraten den Wahlkreis:
| Wahlperiode | Landesrat               | 1. Stellvertreter     | 2. Stellvertreter   | Anmerkung |
| ----------- | ----------------------- | --------------------- | ------------------- | --------- |
| 1961–1963   | Peter Jensen            | ?                     | ?                   |           |
| 1963–1967   | Peter Jensen            | ?                     | ?                   |           |
| 1967–1971   | K'issúnguaĸ Kristiansen | Inuutersuaq Ulloriaq  | Anna Lynge          |           |
| 1971–1975   | K'issúnguaĸ Kristiansen | August Eipe           | Pauline Kristiansen |           |
| 1975–1979   | Asiâjuk Sadorana        | Ûssarĸak K'ujaukitsoĸ | Karl Karlsen        |           |